# Линдау (район)
Линдау (нем. Lindau) — район в Германии. Центр района — город Линдау. Район входит в землю Бавария. Подчинён административному округу Швабия. Занимает площадь 323,37 км². Население — 78 643 чел. Плотность населения — 243 человека/км².
Официальный код района — 09 7 76.
Район подразделяется на 19 общин.

## Города и общины

Муниципалитеты района Линдау (Бавария)

Города
1. Линдау (24 426)
2. Линденберг-им-Алльгой (11 434)

Ярмарки
1. Вайлер-Зиммерберг (6 589)
2. Хайменкирх (3 693)
3. Шайдегг (4 242)

Объединения общин
Управление Аргенталь
Управление Зигмарсцелль
Управление Штифенхофен
Общины
1. Бодольц (3 130)
2. Вайсенсберг (2 636)
3. Вассербург (3 303)
4. Гестрац (1 221)
5. Грюненбах (1 385)
6. Зигмарсцелль (2 662)
7. Майерхёфен (1 576)
8. Нонненхорн (1 568)
9. Оберройте (1 609)
10. Опфенбах (2 209)
11. Рётенбах (1 744)
12. Хергац (2 264)
13. Хергенсвайлер (1 757)
14. Штифенхофен (1 719)

## Население
По оценке на 31 декабря 2015 года население района Линдау составляет 80 429 чел. 

| Дата      | 1840  | 1871  | 1900  | 1925  | 1939  | 1950  | 1961  | 1970  | 1987  | 2011  |
| --------- | ----- | ----- | ----- | ----- | ----- | ----- | ----- | ----- | ----- | ----- |
| Население | 27543 | 29561 | 36275 | 45597 | 47141 | 59304 | 64442 | 68803 | 69522 | 78420 |

| Год       | 1960  | 1970  | 1980  | 1990  | 2000  | 2009  | 2010  | 2011  | 2012  | 2013  | 2014  | 2015  |
| --------- | ----- | ----- | ----- | ----- | ----- | ----- | ----- | ----- | ----- | ----- | ----- | ----- |
| Население | 63505 | 69165 | 69043 | 73151 | 77106 | 79858 | 79769 | 78455 | 78641 | 78939 | 79387 | 80429 |

## История
После Второй Мировой войны в 1945—1955 гг. район Линдау (Бодензе) хотя и входил в состав Баварии, относился к французской зоне оккупации. Он служил соединяющим коридором к французской оккупационной зоне в Австрии, которая включила земли Форарльберг и Тироль. Первого сентября 1955 года район возвращён в состав Республики Бавария.